# Fiat Punto (2012)
La Fiat Punto è un'autovettura di tipo utilitaria, prodotta dalla casa automobilistica italiana FIAT e commercializzata in Europa dal 2012 al 2018. Si tratta di un modello concepito per sostituire, a partire dall'anno di commercializzazione, altri due modelli della casa torinese: la Grande Punto e la Punto Evo.

## Contesto
Trattandosi sostanzialmente di un model year, ovvero di un aggiornamento di un modello già esistente in vista per un determinato anno di commercializzazione, la Punto 2012, terza generazione della Punto del 2005 (ed erede della Punto originale) viene commercializzata in due versioni distinte, con lo stesso tipo di carrozzeria ma differenziate dalla qualità degli assemblaggi degli interni, nonché il disegno di essi e dai motori disponibili.
Tuttavia entrambe le versioni sono denominate semplicemente Punto e sono distinte dai tipi di allestimento: l'allestimento base infatti va a sostituire la Grande Punto di cui mantiene gli interni originali, con medesimo disegno e materiali e alcuni motori, mentre sostituisce invece il modello Punto Evo negli allestimenti più ricchi, della quale mantiene gli interni, rivisti leggermente solo nei materiali e negli accessori, e parte della gamma motori a cui si aggiunge il nuovo motore SGE FIAT. La linea esterna invece è invariata per tutte le versioni. Da gennaio a dicembre 2013 sono state prodotte 118.000 unità.
Nel dicembre del 2017 è stata sottoposta alle prove d'impatto dell'Euro NCAP con i nuovi parametri inseriti nel corso dell'anno, senza ottenere alcun risultato espresso in stelle. La protezione degli occupanti è buona, nonostante qualche pressione di troppo sul torace del passeggero posteriore per la mancanza del limitatore di carico, diversamente da quanto successo nel test del 2006 quando i requisiti di sicurezza automobilistica erano diversi.
Nell'agosto 2018 è uscita di produzione senza essere sostituita da alcun modello.

## Motorizzazioni
Ecco un elenco delle varie motorizzazioni previste.
| Modello                        | Disponibilità                           | Motore                           | Cilindrata cm³ | Potenza          | Coppia max              | Emissioni CO2 (g/km) | 0–100 km/h (s) | Velocità (km/h) | Consumo (l/100 km) *(kg/100 km) |
| 0.9 Twinair 85                 | dal debutto fino all'autunno 2013       | 2 cilindri in linea, Benzina     | 875            | 62 kW (85 CV)    | 145 N·m @1900 giri/min  | 98                   | 12,7           | 172             | 4,2                             |
| 0.9 Twinair 105                | dall'autunno 2013 fino all'autunno 2015 | 2 cilindri in linea, Benzina     | 875            | 77 kW (105 CV)   | 145 N·m @2000 giri/min  | 112                  | 11,3           | 172             | 4,2                             |
| 1.2 FIRE 8V 69                 | dal debutto                             | 4 cilindri in linea, Benzina     | 1.242          | 51 kW (69 CV)    | 102 N·m @3.000 giri/min | 126                  | 14,4           | 156             | 5,4                             |
| 1.4 FIRE 8V 77 S&S             | dal debutto fino all'autunno 2015       | 4 cilindri in linea, Benzina     | 1.368          | 57 kW (77 CV)    | 114 N·m @3.000 giri/min | 132                  | 13,2           | 165             | 5,7                             |
| 1.4 Multiair 16V 105 S&S       | dal debutto fino alla primavera 2013    | 4 cilindri in linea, Benzina     | 1.368          | 77 kW (105 CV)   | 130 N·m @4.000 giri/min | 133                  | 10,8           | 185             | 5,7                             |
| 1.4 Multiair Turbo 16V 135 S&S | dal debutto fino alla primavera 2013    | 4 cilindri in linea, Benzina     | 1.368          | 99 kW (135 CV)   | 206 N·m @1.750 giri/min | 129                  | 8,5            | 200             | 5,6                             |
| 1.3 Multijet 16V 75            | dal debutto fino all'autunno 2015       | 4 cilindri in linea, Turbodiesel | 1.248          | 55 kW (75 CV)    | 190 N·m @1.750 giri/min | 112                  | 13,6           | 165             | 4,2                             |
| 1.3 Multijet 16V 85 S&S        | dal debutto fino all'autunno 2015       | 4 cilindri in linea, Turbodiesel | 1.248          | 62 kW (84 CV)    | 200 N·m @1.500 giri/min | 90                   | 13,1           | 172             | 3,5                             |
| 1.3 Multijet 16V 95 S&S        | dal debutto                             | 4 cilindri in linea, Turbodiesel | 1.248          | 70 kW (95 CV)    | 200 N·m @1.750 giri/min | 110                  | 11,7           | 178             | 4,2                             |
| 1.4 EasyPower 8V               | dal debutto                             | 4 cilindri in linea, Benzina/GPL | 1.368          | 57 kW (77 CV)    | 115 N·m @3.000 giri/min | 133 / 114            | 13,2           | 165             | 5,7 / 7,0                       |
| 1.4 Natural Power 8V           | dal debutto                             | 4 cilindri in linea, Benzina/GNC | 1.368          | 51 kW (69/77 CV) | 104 N·m @3.000 giri/min | 149 / 115            | 14,9 / 16,9    | 162 / 156       | 6,3 / 4,2*                      |

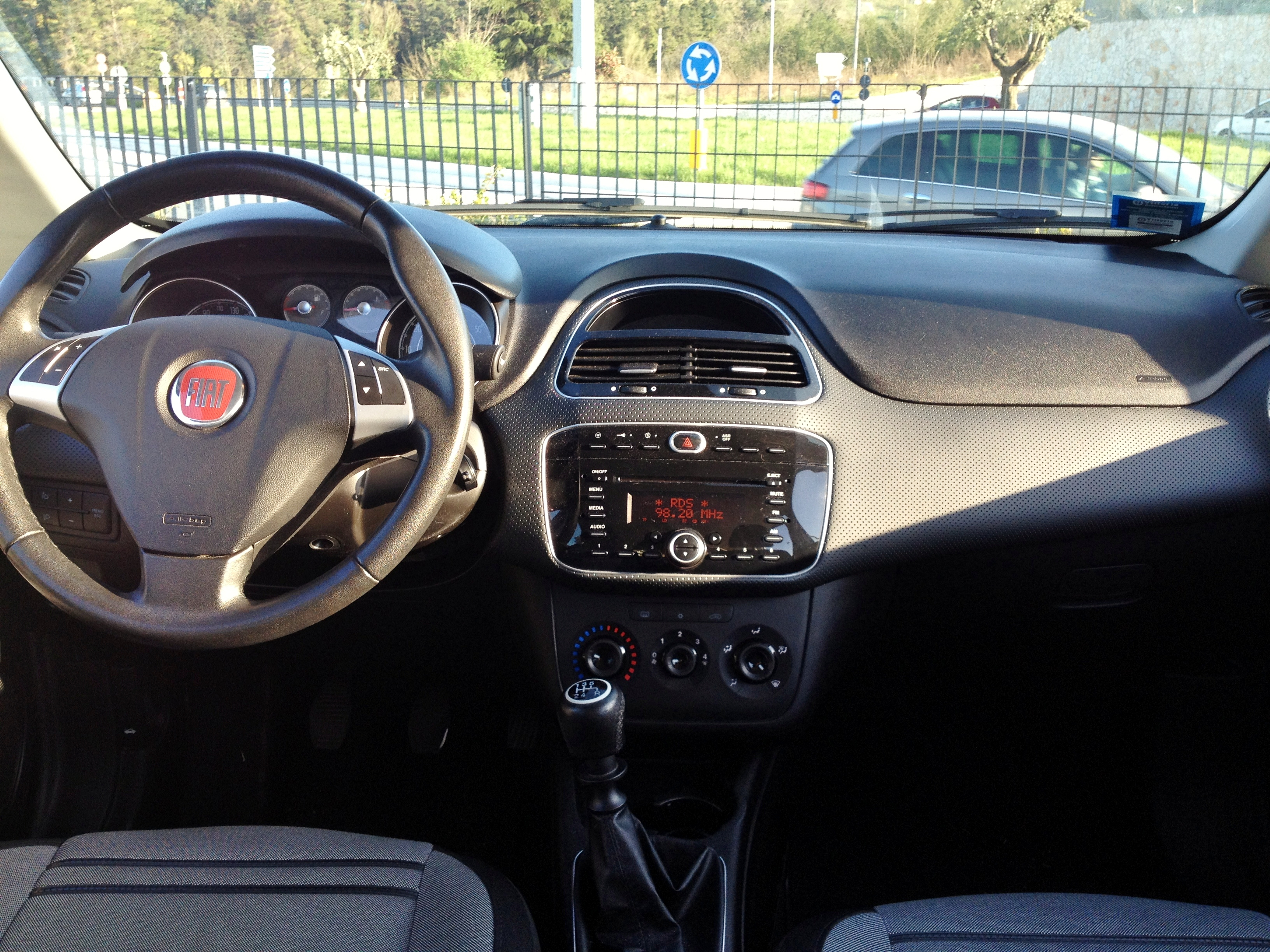
Interni di una Punto del 2012

Tutti i motori sono abbinati a un cambio manuale a 5 marce, eccetto i 1.4 Multiair e il Twinair, accostati a un manuale a 6 marce. Optional per il 1.4 da 77 CV un cambio robotizzato a 5 marce. I dati della tabella relativi alla motorizzazione a metano si riferiscono alla vettura durante l'alimentazione a metano (a benzina la coppia massima è di 115 Nm erogati a 3.000 giri/min, la velocità massima è di 162 km/h).
A partire dall'anno 2015 la vettura, in vista della sua prossima "fine carriera", viene adeguata alle normative Euro 6, ma ridotta nelle motorizzazioni alle sole versioni bifuel (GPL, metano), al benzina 1.2 da 69 CV e al diesel 1.3 Multijet 2 da 95 CV. Dal punto di vista estetico viene mantenuta la produzione della sola versione a 5 porte. Infine scompaiono i fari posteriori a LED introdotti con la Punto Evo in favore degli originari fari alogeni in uso nella Grande Punto, così come le vecchie coppe ruota, già presenti anche nell'allestimento base di questo modello. Dal 2017 scompare poi l'allestimento Lounge (più ricco e con le sellerie profilate derivate dal vecchio Sport), in favore del più spartano Street. È comunque disponibile un infotainment con schermo touch-screen e gli optional più qualificanti (sensori di parcheggio, cerchi in lega ecc...) rimangono disponibili in specifici pacchetti.
La Punto misura 407 cm in lunghezza, per 169 cm in larghezza e 149 cm (151 nella versione NaturalPower a metano) in altezza.